# Balam (demonio)

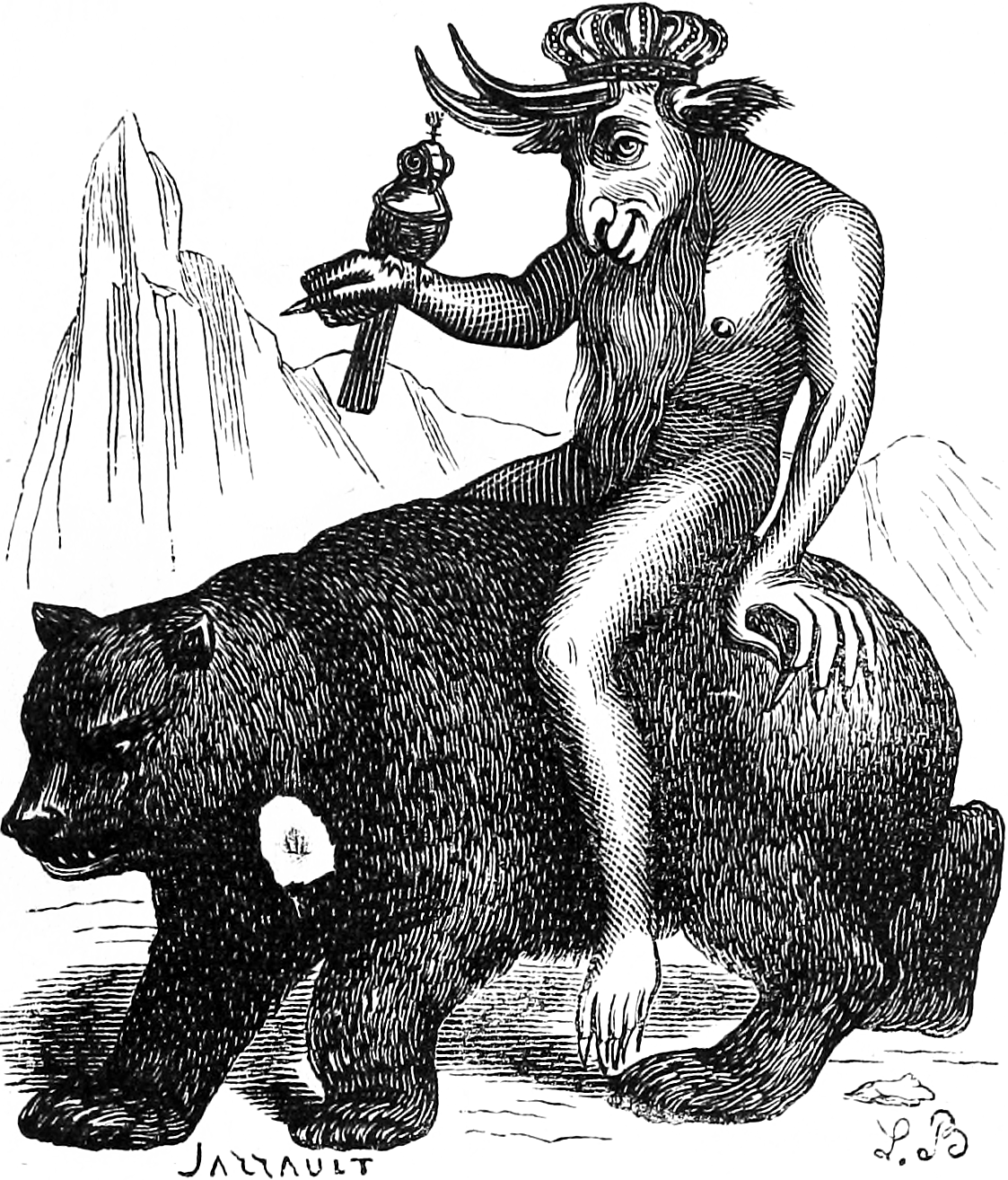

Nella demonologia, Balam (o anche Balaam, Balan) è un potente re (o secondo alcuni un potente governatore) dell'Inferno che comanda più di 40 legioni di demòni.
Ha il potere di donare informazioni perfette su cose che accaddero nel passato, che accadono nel presente, o che dovranno accadere nel futuro; conosce inoltre il segreto dell'invisibilità. 
Viene descritto come essere con tre teste (la prima di toro, la seconda di uomo e la terza di montone) due occhi infuocati e una coda simile a quella di un serpente. Lo si può trovare rappresentato come creatura con un falco sull'avambraccio a cavallo di un orso terribilmente forte, oppure come uomo nudo sempre a cavallo di un orso.
Sembra che il suo nome derivi dal mago biblico Balaam.